# Psychotria sohmeriana
Psychotria sohmeriana là một loài thực vật có hoa trong họ Thiến thảo. Loài này được I.M.Turner miêu tả khoa học đầu tiên năm 1995.